# Mongolojassus dzhungaricus
Mongolojassus dzhungaricus är en insektsart som beskrevs av Alexander Fyodorovich Emeljanov 1964. Mongolojassus dzhungaricus ingår i släktet Mongolojassus och familjen dvärgstritar. Inga underarter finns listade i Catalogue of Life.